# أمراء بريطانيا

شعار المملكة المتحدة منذ 2022.

أمير/ أميرة المملكة المتحدة لبريطانيا العظمى وإيرلندا الشمالية هو لقب ملكي يُمنح عادة لأبناء وأحفاد الملوك البريطانيين الحاليين والسابقين، فضلاً عن أزواج الملكات الحاكمات (بموجب براءات الاختراع الملكية). ويُمنح هذا اللقب من قِبل العاهل الحاكم، بصفته مصدر جميع التشريفات، من خلال إصدار براءات الاختراع الملكية تعبيراً عن الإرادة الملكية، وغالباً ما يُمنح الأفراد الحاملون للقب أمير لقب المعاملة صاحب السمو الملكي (HRH).
وعندما يتزوج الأمير البريطاني، تصبح زوجته أميرة بريطانية؛ غير أنها تُخاطب بصيغة التأنيث للقب زوجها الأعلى رتبة، سواء كان لقبه أميرياً أو من طبقة النبلاء، ومن التقاليد المتبعة أن تحمل زوجات الذكور من أفراد العائلة المالكة البريطانية، والنبلاء، وأفراد الشعب، لقب وأسلوب مخاطبة أزواجهن، مثال على ذلك الأميرة مايكل من كِنت، زوجة الأمير مايكل من كِنت ابن خال الملك تشارلز الثالث من الدرجة الثانية.
وكذلك الحال عندما تتزوج أميرة من الدم الملكي أميراً بريطانياً؛ فهي أيضاً تصبح أميرة بالزواج وتُخاطب بالطريقة ذاتها، مثال على هذا الوضع الأميرة ألكسندرا دوقة فايف الراحلة: فعندما تزوجت من ابن عم والدتها، الأمير آرثر من كونوت، أصبحت تُعرف بـ "الأميرة آرثر من كونوت، دوقة فايف".
وإذا كان الأمير البريطاني حاملاً للقب نبيل، فإن زوجته تُخاطب بصيغة التأنيث للقب النبيل الخاص بزوجها؛ ومن ذلك زوجة الأمير وليام، الذي كان يُلقب لفترة وجيزة بـ صاحب السمو الملكي دوق كورنوال وكامبردج، بينما أصبحت زوجته كاثرين، أميرة ويلز تُعرف بـ صاحبة السمو الملكي دوقة كورنوال وكامبردج، دون استخدام لقبي الأمير أو الأميرة ولا أسمائهما الأولى، وعندما مُنح وليام لاحقاً لقب أمير ويلز، أصبح هذا هو اللقب الأعلى الذي يحمله شخصياً، وأصبحا يُلقبان بـ صاحب/صاحبة السمو الملكي أمير/أميرة ويلز.

## التاريخ
قبل عام 1714 لم يكن من المعتاد استخدام لقب الأمير أو أسلوب صاحب السمو الملكي، فلم يكن أبناء وبنات الملك يُعرفون تلقائياً أو تقليدياً بلقب أمير أو أميرة، وكانت الاستثناءات تشمل أمير ويلز، وهو لقب يُمنح لابن الملك الأكبر منذ عهد الملك إدوارد الأول ملك إنجلترا. وفي مملكة اسكتلندا وعلى الرغم من إنشاء إمارة شرفية على يد الملك جيمس السادس، إلا أن ولي العهد كان يُعرف بلقب دوق روثساي، وهناك أمثلة أخرى مثل جون شقيق الملك ريتشارد الأول ملك إنجلترا والذي أصبح لاحقاً جون ملك إنجلترا، الذي يُشار إليه أحياناً بـ "الأمير جون".
في 1642 ظهر لقب الأميرة الملكية عندما رغبت الملكة هنريتا ماريا الفرنسية زوجة تشارلز الأول ملك إنجلترا في تقليد أسلوب البلاط الفرنسي الذي يُمنح بموجبه لقب "مدام ملكية" لابنة الملك الكبرى، ومع ذلك لم تكن هناك ممارسة ثابتة بشأن استخدام لقب "أميرة" لبنات الملك الأصغر أو حفيداته من جهة الذكور، فعلى سبيل المثال حتى في زمن الملك تشارلز الثاني ملك إنجلترا، كانت بنات أخيه جيمس دوق يورك — واللتان أصبحتا ملكتي لاحقًا — يُشار إليهما ببساطة بلقب "السيدة ماري" و"السيدة آن"، وقد أُشير إلى آن المستقبلية بلقب "أميرة" في معاهدة زواجها من الأمير جورج الدنماركي، ثم أصبحت تُعرف باسم "الأميرة آن الدنماركية" بعد زواجها، وأما في المنفى في بلاط سان جيرمان أون ليه فقد منح الملك المخلوع جيمس الثاني والسابع لقب "الأميرة الملكية" لآخر بناته، لويزا ماريا تيريزا ستيوارت (1692–1712).
بعد اعتلاء الملك جورج الأول ملك بريطانيا العظمى (أول ملوك أسرة هانوفر) العرش، أصبح من المعتاد منح أبناء وأحفاد الملك في خط الذكور لقب "أمير" وأسلوب صاحب السمو الملكي (اختصاراً HRH)، أما أبناء الأحفاد في الخط الذكوري فكانوا يُلقبون بـ صاحب السمو (اختصاراً HH).
وُلِد أول حفيد من أبناء الأحفاد في خط الذكور لملك بريطاني عام 1776، ووفقاً للتقليد حصل على أسلوب صاحب السمو الأمير ويليام من غلوستر (الذي أصبح لاحقاً الأمير ويليام فريدريك، دوق غلوستر وإدنبرة). وفي 22 يوليو 1816، عندما تزوج من ابنة عمه وابنة الملك جورج الثالث، مُنح أسلوب صاحب السمو الملكي. وفي اليوم التالي، رُفعت أخته الكبرى الوحيدة الباقية، الأميرة صوفيا من غلوستر، إلى أسلوب صاحبة السمو الملكي. وتوفي الأمير ويليام عام 1834 قبل اعتلاء الملكة فيكتوريا العرش.
وُلِد أول فرد من أبناء الأحفاد في الجيل الثاني في خط الذكور في 21 سبتمبر 1845 وهو إرنست أوغسطس ولي عهد هانوفر، وقد مُنح أسلوب صاحب السمو الملكي لأنه حفيد في الخط الذكوري لملك هانوفر ووريثاً لولي عهد تلك المملكة.
بعد ثلاثة أسابيع من ولادة حفيدها الرابع (وأول حفيد في خط الذكور)، أصدرت الملكة فيكتوريا عام 1864 براءات اختراع أكدت رسمياً منح الأبناء وأحفاد الأبناء في الخط الذكوري أسلوب صاحب السمو الملكي، مع اللقب الفخري أمير أو أميرة مضافاً إلى أسمائهم الأولى، ولم تتطرق البراءات إلى أحفاد الأحفاد أو أبعد من ذلك فيما يخص الألقاب أو الأوسمة الملكية.
لاحقاً جرت تعديلات إضافية عبر براءات ملكية محددة كما يلي:
- عام 1898 مُنح أبناء الأمير جورج دوق يورك (ابن ولي العهد آنذاك)، الذين كانوا يحملون لقب أمير مع أسلوب صاحب السمو كونهم أبناء الأحفاد في الخط الذكوري للملكة فيكتوريا، أسلوب صاحب السمو الملكي ببراءة مؤرخة في 28 مايو 1898.
- في 17 يونيو 1914 منح الملك جورج الخامس أبناء إرنست أوغسطس دوق براونشفايغ (وهو حفيد حفيد جورج الثالث) لقب "أمير" وأسلوب "صاحب السمو".
- عام 1917 أصدر جورج الخامس إعلاناً ملكياً غيّر بموجبه اسم الأسرة الملكية من أسرة ساكس-كوبرغ-غوتا إلى أسرة وندسور، وألغى الألقاب الألمانية المصاحبة كـ "دوق ساكسونيا" و"أمير ساكس-كوبرغ وغوتا" وغيرها.
لاحقاً في 30 نوفمبر 1917، أُعيد تعريف استحقاق لقب الأمير وأسلوب صاحب السمو الملكي، بحيث يقتصر على:
- أبناء الملك الحاكم.

- أبناء أبناء الملك الحاكم،

- الابن الأكبر الحي للابن الأكبر لولي العهد.

أما أبناء أبناء الأحفاد فصاروا يُعاملون بأسلوب أبناء دوقات المملكة (أي: لورد أو ليدي).
مع ذلك رفض دوق براونشفايغ السابق الاعتراف بهذه البراءات التي جردت أبناءه من الألقاب البريطانية، وأصدر عام 1931 مرسوماً بصفته رئيس أسرة هانوفر وسليل جورج الثالث في الخط الذكوري يعلن فيه أن أفراد الأسرة سيواصلون استخدام لقب أمير (أو أميرة) بريطانيا العظمى وإيرلندا مع أسلوب صاحب السمو الملكي، وهو أمر غير معترف به قانونياً في بريطانيا أو إيرلندا ويُعد بمثابة ألقاب ادعاء. ومع ذلك، وباعتبار أن آل هانوفر من نسل جورج الثاني من ناحية الخط الذكوري، فقد خضعوا لـ قانون الزواج الملكي 1772 حتى إلغائه عام 2015، لذا وقبل زواجه من الأميرة كارولين أميرة موناكو، حصل إرنست أغسطس على موافقة الملكة إليزابيث الثانية عام 1999 لإتمام الزواج.
بعد أزمة تنازل الملك إدوارد الثامن عام 1936، أصدر الملك جورج السادس براءة بتاريخ 27 مايو 1937 أعادت منح أخيه الأكبر أسلوب ابن الملك، مع حرمان زوجته وذريته من أسلوب صاحب السمو الملكي.
في 22 أكتوبر 1948 منح جورج السادس أبناء ابنته الأميرة إليزابيث، دوقة إدنبرة وزوجها فيليب، دوق إدنبرة لقب أمير وأسلوب صاحب السمو الملكي؛ إذ لم يكونوا ليستحقوا ذلك بكونهم أحفاداً من الخط الأنثوي لولا اعتلاء والدتهم العرش.
أصدرت إليزابيث الثانية براءة في 22 فبراير 1957 جعلت من فيليب دوق إدنبرة أمير المملكة المتحدة لبريطانيا العظمى وإيرلندا الشمالية.
يوم زفاف الأمير إدوارد وصوفي كونتيسة ويسيكس أُعلن أن أطفالهما سيُعاملون كأبناء إيرل، لا كأمراء وأميرات المملكة المتحدة بأسلوب صاحب السمو الملكي.
في 31 ديسمبر 2012 أعلنت إليزابيث الثانية أن جميع أبناء الابن الأكبر لولي العهد آنذاك الأمير ويليام سيحملون لقب أمير أو أميرة وأسلوب صاحب السمو الملكي.

## ألقاب الأمراء البريطانيين

تاج ولي العهد
تاج ابن الملك
تاج ابن ولي العهد
تاج حفيد الملك

- ولي العهد إذا كان أمير ويلز – صاحب السمو الملكي أمير ويلز.

- أبناء الملك (غير ولي العهد) مع لقب نبيل – صاحب السمو الملكي الأمير فلان دوق علان.

- أبناء الملك دون لقب نبيل – صاحب السمو الملكي الأمير فلان.

- أحفاد الملك من الخط الذكوري مع لقب نبيل – صاحب السمو الملكي الأمير فلان دوق علان.

- أحفاد الملك من الخط الذكوري دون لقب نبيل – صاحب السمو الملكي الأمير فلان من علان.

- أبناء الأحفاد حين يكون والدهم الابن الأكبر لولي العهد – صاحب السمو الملكي الأمير فلان من علان.

## قائمة الأمراء البريطانيين منذ 1714
يحمل نسل إرنست أوغسطس، دوق براونشفايغ من الذكور لقب أمير (أميرة) المملكة المتحدة مع أسلوب صاحب السمو الملكي كـ ألقاب ادعاء.
من بين 58 أميراً بريطانياً مذكورين هنا، اثنان هما زوجا ملكة حاكمة، وفقد ثمانية لقبهم بعد الحرب العالمية الأولى.
 — بموجب براءات ملكية بتاريخ 20 نوفمبر 1917، قصر الملك جورج الخامس لقب الأمير على أبناء الملك، وأبناء أبناء الملك، والابن الأكبر الحي للابن الأكبر لولي العهد.
 — وفقاً لأمر في المجلس بتاريخ 28 مارس 1919، وبموجب قانون تجريد الألقاب 1917 علّق جورج الخامس ألقاب النبلاء البريطانيين الذين وقفوا مع ألمانيا في الحرب العالمية الأولى.

### الجيل الأول
| الاسم                 | حياته                          | الوالدين                                                   | ملاحظة                                                                                  |
| --------------------- | ------------------------------ | ---------------------------------------------------------- | --------------------------------------------------------------------------------------- |
| الملك جورج الثاني     | 9 نوفمبر 1683 - 25 أكتوبر 1760 | ابني الملك جورج الأول وصوفي دوروثيا من براونشفايغ-لونيبورغ | تزوج من كارولين من براندنبورغ-آنسباخ 2 سبتمبر 1705 8 أبناء                              |
| الأميرة صوفيا دوروثيا | 16 مارس 1687 - 28 يونيو 1757   | ابني الملك جورج الأول وصوفي دوروثيا من براونشفايغ-لونيبورغ | تزوجت من فريدرش فيلهلم الأول ملك في بروسيا 28 نوفمبر 1706 14 ابناً بما في فريدرش العظيم. |

### الجيل الثاني
| الاسم                            | حياته                           | الوالدين                                              | ملاحظة |
| -------------------------------- | ------------------------------- | ----------------------------------------------------- | --- |
| فريدريك أمير ويلز                | 31 يناير 1707 - 31 مارس 1751    | أبناء الملك جورج الثاني وكارولين من براندنبورغ-آنسباخ | تزوج من أوغستا أميرة ساكس-غوتا-ألتينبورغ 27 أبريل 1736 9 أبناء                                                        |
| آن الأميرة الملكية               | 2 نوفمبر 1709 - 12 يناير 1759   | أبناء الملك جورج الثاني وكارولين من براندنبورغ-آنسباخ | تزوجت من فيليم الرابع أمير أورانيا 25 مارس 1734 3 أبناء                                                               |
| الأميرة أميليا                   | 10 يونيو 1711 - 31 أكتوبر 1786  | أبناء الملك جورج الثاني وكارولين من براندنبورغ-آنسباخ | غير متزوجة |
| الأميرة كارولين                  | 10 يونيو 1713 - 28 ديسمبر 1757  | أبناء الملك جورج الثاني وكارولين من براندنبورغ-آنسباخ | غير متزوجة |
| الأمير جورج ويليام               | 13 نوفمبر 1717 - 17 فبراير 1718 | أبناء الملك جورج الثاني وكارولين من براندنبورغ-آنسباخ | توفي صغيراً |
| الأمير ويليام أغسطس دوق كمبرلاند | 15 أبريل 1721 - 31 أكتوبر 1765  | أبناء الملك جورج الثاني وكارولين من براندنبورغ-آنسباخ | غير متزوج |
| الأميرة ماري                     | 5 مارس 1723 - 14 يناير 1772     | أبناء الملك جورج الثاني وكارولين من براندنبورغ-آنسباخ | تزوجت من فريدرش الثاني لاندغراف هسن-دارمشتات 28 يونيو 1740 4 أبناء ومن نسلها كريستيان التاسع ملك الدنمارك             |
| الأميرة لويز                     | 18 ديسمبر 1724 - 19 ديسمبر 1751 | أبناء الملك جورج الثاني وكارولين من براندنبورغ-آنسباخ | تزوجت من فريدريك الخامس ملك الدنمارك والنرويج 11 ديسمبر 1743 5 أبناء بما في ذلك كريستيان السابع ملك الدنمارك والنرويج |

### الجيل الثالث
| الاسم                                 | حياته                           | الوالدين                                                  | ملاحظة                                                                                             |
| ------------------------------------- | ------------------------------- | --------------------------------------------------------- | -------------------------------------------------------------------------------------------------- |
| الأميرة أوغستا                        | 31 يوليو 1737 - 23 مارس 1813    | أبناء فريدريك أمير ويلز وأوغستا أميرة ساكس-غوتا-ألتينبورغ | تزوجت من كارل الثاني دوق براونشفايغ-فولفنبوتل 16 يناير 1764 7 أبناء بما في ذلك كارولين من برونزويك |
| الملك جورج الثالث                     | 4 يونيو 1738 - 29 يناير 1820    | أبناء فريدريك أمير ويلز وأوغستا أميرة ساكس-غوتا-ألتينبورغ | تزوجت من شارلوت من مكلنبورغ-ستريليتس 8 سبتمبر 1761 15 ابناً                                         |
| الأمير إدوارد دوق يورك وألباني        | 25 مارس 1739 - 17 سبتمبر 1767   | أبناء فريدريك أمير ويلز وأوغستا أميرة ساكس-غوتا-ألتينبورغ | غير متزوج                                                                                          |
| الأميرة إليزابيث                      | 10 يناير 1741 - 4 سبتمبر 1759   | أبناء فريدريك أمير ويلز وأوغستا أميرة ساكس-غوتا-ألتينبورغ | توفيت شابة                                                                                         |
| الأمير ويليام هنري دوق غلوستر وإدنبرة | 25 نوفمبر 1743 - 25 أغسطس 1805  | أبناء فريدريك أمير ويلز وأوغستا أميرة ساكس-غوتا-ألتينبورغ | تزوج من ماريا والبول 6 سبتمبر 1766 3 أبناء                                                         |
| الأمير هنري دوق كمبرلاند وستراثرن     | 27 أكتوبر 1745 - 18 سبتمبر 1790 | أبناء فريدريك أمير ويلز وأوغستا أميرة ساكس-غوتا-ألتينبورغ | تزوج من آن هورتون 2 أكتوبر 1772 ليس لديهم أبناء                                                    |
| الأميرة لويزا                         | 19 مارس 1749 - 13 مايو 1768     | أبناء فريدريك أمير ويلز وأوغستا أميرة ساكس-غوتا-ألتينبورغ | توفيت شابة                                                                                         |
| الأمير فريدريك                        | 13 مايو 1750 - 29 ديسمبر 1765   | أبناء فريدريك أمير ويلز وأوغستا أميرة ساكس-غوتا-ألتينبورغ | توفي طفلاً                                                                                          |
| الأميرة كارولين ماتيلدا               | 22 يوليو 1751 - 10 مايو 1775    | أبناء فريدريك أمير ويلز وأوغستا أميرة ساكس-غوتا-ألتينبورغ | تزوجت من كريستيان السابع ملك الدنمارك والنرويج 8 نوفمبر 1766 ابن وابنة                             |

### الجيل الرابع
| الاسم                                                 | حياته                          | الوالدين                                                           | ملاحظة |
| ----------------------------------------------------- | ------------------------------ | ------------------------------------------------------------------ | --- |
| الملك جورج الرابع                                     | 12 أغسطس 1762 - 26 يونيو 1830  | أبناء جورج الثالث ملك المملكة المتحدة وشارلوت من مكلنبورغ-ستريليتس | تزوج من كارولين من برونزويك 8 أبريل 1795 ابنة واحدة                                                                   |
| الأمير فريدريك دوق يورك وألباني أمير أسقف أوسنابروك   | 16 أغسطس 1763 - 5 يناير 1827   | أبناء جورج الثالث ملك المملكة المتحدة وشارلوت من مكلنبورغ-ستريليتس | تزوج من فريدريكا شارلوت البروسية 23 نوفمبر 1791 ليس لديهم أبناء                                                       |
| الملك ويليام الرابع دوق كلارنس                        | 21 أغسطس 1765 - 8 يوليو 1837   | أبناء جورج الثالث ملك المملكة المتحدة وشارلوت من مكلنبورغ-ستريليتس | تزوج من أديلايد من ساكس-ماينينغن 11 يوليو 1818 ابنتان                                                                 |
| شارلوت الأميرة الملكية                                | 29 سبتمبر 1766 - 6 أكتوبر 1828 | أبناء جورج الثالث ملك المملكة المتحدة وشارلوت من مكلنبورغ-ستريليتس | تزوجت من فريدرش الأول ملك فورتمبيرغ 18 مايو 1797 ابنة ميتة                                                            |
| الأمير إدوارد دوق كينت وستراثرن                       | 2 نوفمبر 1767 - 23 يناير 1820  | أبناء جورج الثالث ملك المملكة المتحدة وشارلوت من مكلنبورغ-ستريليتس | تزوج من فيكتوريا من ساكس-كوبرغ-زالفلد 29 مايو 1818 ابنة واحدة                                                         |
| الأميرة أوغستا صوفيا                                  | 8 نوفمبر 1768 - 22 سبتمبر 1840 | أبناء جورج الثالث ملك المملكة المتحدة وشارلوت من مكلنبورغ-ستريليتس | غير متزوجة |
| الأميرة إليزابيث                                      | 22 مايو 1770 - 10 يناير 1840   | أبناء جورج الثالث ملك المملكة المتحدة وشارلوت من مكلنبورغ-ستريليتس | تزوجت من فريدرش السادس لاندغراف هسن-هومبورغ 7 أبريل 1818 ليس لديهم أبناء                                              |
| الأمير إرنست أوغسطس دوق كمبرلاند وتافياديل ملك هانوفر | 5 يونيو 1771 - 18 نوفمبر 1851  | أبناء جورج الثالث ملك المملكة المتحدة وشارلوت من مكلنبورغ-ستريليتس | تزوج من فريدريكا من مكلنبورغ-ستريليتس 29 أغسطس 1815 3 أبناء                                                           |
| الأمير أوغسطس فريدريك دوق ساسكس                       | 27 يناير 1773 - 21 أبريل 1843  | أبناء جورج الثالث ملك المملكة المتحدة وشارلوت من مكلنبورغ-ستريليتس | تزوج مرتين: (1) ليدي أوغستا موراي 4 أبريل 1793 - إبطال.1794 ابن وابنة (2) سيسيليا أندروود 2 مايو 1831 ليس لديهم أبناء |
| الأميرة صوفيا                                         | 29 مايو 1773 - 29 نوفمبر 1844  | ابنة ويليام هنري دوق غلوستر وإدنبرة وماريا والبول                  | غير متزوجة |
| الأمير أدولفوس دوق كامبريدج                           | 24 فبراير 1774 - 8 يوليو 1850  | ابن جورج الثالث ملك المملكة المتحدة وشارلوت من مكلنبورغ-ستريليتس   | تزوج من أوغوستا من هسن-كاسل 1 يونيو 1818 3 أبناء                                                                      |
| الأميرة كارولين                                       | 24 يونيو 1774 - 14 مارس 1775   | ابنّي ويليام هنري دوق غلوستر وإدنبرة وماريا والبول                  | توفيت صغيرة |
| الأمير ويليام فريدريك دوق غلوستر وإدنبرة              | 15 يناير 1776 - 30 نوفمبر 1834 | ابنّي ويليام هنري دوق غلوستر وإدنبرة وماريا والبول                  | تزوجا في 22 يوليو 1816 ليس لديهم أبناء                                                                                |
| الأميرة ماري                                          | 25 أبريل 1776 - 30 أبريل 1857  | أبناء جورج الثالث ملك المملكة المتحدة وشارلوت من مكلنبورغ-ستريليتس | تزوجا في 22 يوليو 1816 ليس لديهم أبناء                                                                                |
| الأميرة صوفيا                                         | 3 نوفمبر 1777 - 27 مايو 1848   | أبناء جورج الثالث ملك المملكة المتحدة وشارلوت من مكلنبورغ-ستريليتس | غير متزوجة |
| الأمير أوكتافيوس                                      | 3 فبراير 1779 - 3 مايو 1783    | أبناء جورج الثالث ملك المملكة المتحدة وشارلوت من مكلنبورغ-ستريليتس | توفي صغيراً |
| الأمير ألفريد                                         | 22 سبتمبر 1780 - 20 أغسطس 1782 | أبناء جورج الثالث ملك المملكة المتحدة وشارلوت من مكلنبورغ-ستريليتس | توفي صغيراً |
| الأميرة أميليا                                        | 7 أغسطس 1783 - 2 نوفمبر 1810   | أبناء جورج الثالث ملك المملكة المتحدة وشارلوت من مكلنبورغ-ستريليتس | توفيت شابة |

### الجيل الخامس
| الاسم                                         | حياته                           | الوالدين                                                                | ملاحظة                                                                  |
| --------------------------------------------- | ------------------------------- | ----------------------------------------------------------------------- | ----------------------------------------------------------------------- |
| الأميرة شارلوت                                | 7 يناير 1796 - 6 نوفمبر 1817    | ابنة جورج أمير ويلز وكارولين من برونزيك                                 | تزوجت من ليوبولد أمير ساكس-كوبرغ-زالفلد 2 مايو 1816 طفل ميت             |
| الأميرة فريدريكا                              | 27 يناير 1817                   | ابنة إرنست أوغسطس دوق كمبرلاند وتافياديل وفريدريكا من مكلنبورغ-ستريليتس | ولدت ميتة                                                               |
| الأمير جورج دوق كامبريدج                      | 26 مارس 1819 - 17 مارس 1904     | ابن أدولفوس دوق كامبريدج وأوغستا من هسن-كاسل                            | تزوج من سارة فيربروذر 8 يناير 1847 - باطل 3 أبناء                       |
| الأميرة شارلوت                                | 27 مارس 1819                    | ابنة ويليام دوق كلارنس وأديلايد من ساكس-ماينينغن                        | توفيت بعد وقت قصير                                                      |
| الملكة فيكتوريا                               | 24 مايو 1819 - 22 يناير 1901    | ابنة إدوارد دوق كينت وستراثرن وفيكتوريا من ساكس-كوبرغ-زالفلد            | تزوجت من ألبرت أمير ساكس-كوبرغ وغوتا 10 فبراير 1840 9 أبناء             |
| الأمير جورج دوق كمبرلاند وتافياديل ملك هانوفر | 27 مايو 1819 - 12 يونيو 1878    | ابن إرنست أوغسطس دوق كمبرلاند وتافياديل وفريدريكا من مكلنبورغ-ستريليتس  | تزوج من ماري من ساكس-ألتينبورغ 18 فبراير 1843 3 أبناء                   |
| الأميرة إليزابيث                              | 10 ديسمبر 1820 - 4 مارس 1821    | ابنة ويليام دوق كلارنس وأديلايد من ساكس-ماينينغن                        | توفيت صغيرة                                                             |
| الأميرة أوغستا                                | 19 يوليو 1822 - 5 ديسمبر 1916   | ابنتّي أدولفوس دوق كامبريدج وأوغستا من هسن-كاسل                          | تزوجت من فريدرش فيلهلم دوق مكلنبورغ-ستريليتس الأكبر 28 يونيو 1843 ابنان |
| الأميرة ماري أديلايد                          | 27 نوفمبر 1833 - 27 أكتوبر 1897 | ابنتّي أدولفوس دوق كامبريدج وأوغستا من هسن-كاسل                          | تزوجت من فرانسيس دوق تيك 12 يونيو 1866 4 أبناء بما في ذلك ماري من تيك   |

### الجيل السادس
| الاسم                                                                  | حياته                           | الوالدين                                           | العائلة                 | ملاحظة                                                                                                  |
| ---------------------------------------------------------------------- | ------------------------------- | -------------------------------------------------- | ----------------------- | --- |
| فيكتوريا الأميرة الملكية                                               | 21 نوفمبر 1840 - 5 أغسطس 1901   | أبناء فيكتوريا ملكة المملكة المتحدة والأمير ألبرت  | ساكس-كوبرغ وغوتا        | تزوجت من فريدرش الثالث إمبراطور ألمانيا 25 يناير 1858 8 أبناء بما في ذلك فيلهلم الثاني إمبراطور ألمانيا |
| الملك إدوارد السابع                                                    | 9 نوفمبر 1841 - 6 مايو 1910     | أبناء فيكتوريا ملكة المملكة المتحدة والأمير ألبرت  | ساكس-كوبرغ وغوتا        | تزوج من ألكسندرا الدنماركية 10 مارس 1863 6 أبناء                                                        |
| الأميرة أليس                                                           | 25 أبريل 1843 - 14 ديسمبر 1878  | أبناء فيكتوريا ملكة المملكة المتحدة والأمير ألبرت  | ساكس-كوبرغ وغوتا        | تزوجت من لودفيغ الرابع دوق هسن والراين الأكبر 1 يوليو 1862 7 أبناء                                      |
| الأمير ألفريد دوق إدنبرة دوق ساكس كوبرغ وغوتا                          | 6 أغسطس 1844 - 30 يوليو 1900    | أبناء فيكتوريا ملكة المملكة المتحدة والأمير ألبرت  | ساكس-كوبرغ وغوتا        | تزوج من ماريا ألكسندروفنا الروسية 4 يناير 1874 6 أبناء                                                  |
| الأمير إرنست أوغسطس دوق كمبرلاند وتافياديل ولي عهد هانوفر حتى عام 1917 | 21 سبتمبر 1845 - 14 نوفمبر 1923 | ابن جورج الخامس ملك هانوفر وماري من ساكس-ألتنبورغ  | هانوفر                  | تزوج من ثيرا الدنماركية 21/22 ديسمبر 1878 6 أبناء                                                       |
| الأميرة هيلينا                                                         | 25 مايو 1846 - 9 يونيو 1923     | ابنة فيكتوريا ملكة المملكة المتحدة والأمير ألبرت   | ساكس-كوبرغ وغوتا وندسور | تزوجت من كريستيان أمير شلسفيغ-هولشتاين 5 يوليو 1866 6 أبناء                                             |
| الأميرة فريديريكا حتى عام 1917                                         | 9 يناير 1848 - 16 أكتوبر 1926   | ابنة جورج الخامس ملك هانوفر وماري من ساكس-ألتنبورغ | هانوفر                  | تزوجت من البارون ألفونس فون باول رامينغن 24 أبريل 1880 ابنة واحدة                                       |
| الأميرة لويز                                                           | 18 مارس 1848 - 3 ديسمبر 1939    | ابنة فيكتوريا ملكة المملكة المتحدة والأمير ألبرت   | ساكس-كوبرغ وغوتا وندسور | تزوجت من جون كامبل دوق أرغيل 21 مارس 1871 ليس لديهم أبناء                                               |
| الأميرة ماري                                                           | 2 ديسمبر 1849 - 4 يونيو 1904    | ابن جورج الخامس ملك هانوفر وماري من ساكس-ألتنبورغ  | هانوفر                  | غير متزوجة                                                                                              |
| الأمير آرثر دوق كونوت وستراثرن                                         | 1 مايو 1850 - 16 يناير 1942     | أبناء فيكتوريا ملكة المملكة المتحدة والأمير ألبرت  | ساكس-كوبرغ وغوتا وندسور | تزوجت من لويز مارغريت البروسية 13 مارس 1879 3 أبناء                                                     |
| الأمير ليوبولد دوق ألباني                                              | 7 أبريل 1853 - 28 مارس 1884     | أبناء فيكتوريا ملكة المملكة المتحدة والأمير ألبرت  | ساكس-كوبرغ وغوتا        | تزوج من هيلين من فالديك وبيرمونت 27 أبريل 1882 ابنة وابن                                                |
| الأميرة بياتريس                                                        | 14 أبريل 1857 - 26 أكتوبر 1944  | أبناء فيكتوريا ملكة المملكة المتحدة والأمير ألبرت  | ساكس-كوبرغ وغوتا وندسور | تزوج من هنري أمير باتنبرغ 23 يوليو 1885 4 أبناء بما في ذلك فيكتوريا أوجيني عقيلة ملك إسبانيا.           |

### الجيل السابع
| الاسم                                                   | حياته                           | الوالدين                                                     | العائلة                 | ملاحظة |
| ------------------------------------------------------- | ------------------------------- | ------------------------------------------------------------ | ----------------------- | --- |
| الأميرألبرت فيكتور دوق كلارنس وأفوندال                  | 8 يناير 1864 - 14 يناير 1892    | أبناء إدوارد السابع ملك المملكة المتحدة وألكسندرا الدنماركية | ساكس-كوبرغ وغوتا        | غير متزوج |
| الملك جورج الخامس                                       | 3 يونيو 1865 - 20 يناير 1936    | أبناء إدوارد السابع ملك المملكة المتحدة وألكسندرا الدنماركية | ساكس-كوبرغ وغوتا وندسور | تزوج من ماري من تيك 6 يوليو 1893 6 أبناء |
| لويز الأميرة الملكية                                    | 20 فبراير 1867 - 4 يناير 1931   | أبناء إدوارد السابع ملك المملكة المتحدة وألكسندرا الدنماركية | ساكس-كوبرغ وغوتا وندسور | تزوجت من ألكسندر داف دوق فايف الأول 27 يوليو 1889 3 أبناء                                                                                               |
| الأميرة فيكتوريا                                        | 6 يوليو 1868 - 3 ديسمبر 1935    | أبناء إدوارد السابع ملك المملكة المتحدة وألكسندرا الدنماركية | ساكس-كوبرغ وغوتا وندسور | غير متزوجة |
| الأميرة مود                                             | 26 نوفمبر 1869 - 20 نوفمبر 1938 | أبناء إدوارد السابع ملك المملكة المتحدة وألكسندرا الدنماركية | ساكس-كوبرغ وغوتا        | تزوج من هوكون السابع ملك النرويج 22 يوليو 1896 ابن وحيد                                                                                                 |
| الأمير ألكسندر جون                                      | 6 - 7 أبريل 1871                | أبناء إدوارد السابع ملك المملكة المتحدة وألكسندرا الدنماركية | ساكس-كوبرغ وغوتا        | توفي بعد يوم من ولادته |
| الأمير ألفريد أمير ساكس-كوبرغ وغوتا الوراثي             | 15 أكتوبر 1874 - 6 فبراير 1899  | أبناء ألفريد دوق ساكس كوبرغ وغوتا وماريا ألكسندروفنا الروسية | ساكس-كوبرغ وغوتا        | غير متزوج |
| الأميرة ماري                                            | 29 أكتوبر 1875 - 18 يوليو 1938  | أبناء ألفريد دوق ساكس كوبرغ وغوتا وماريا ألكسندروفنا الروسية | ساكس-كوبرغ وغوتا        | تزوجت من فرديناند الأول ملك رومانيا 10 يناير 1893 6 أبناء بما في ذلك كارول الثاني ملك رومانيا                                                           |
| الأميرة فيكتوريا ميليتا أو فيكتوريا فيودوروفنا          | 25 نوفمبر 1876 - 2 مارس 1936    | أبناء ألفريد دوق ساكس كوبرغ وغوتا وماريا ألكسندروفنا الروسية | ساكس-كوبرغ وغوتا        | تزوجت مرتين: (1) إرنست لودفيغ دوق هسن والراين الأكبر 19 أبريل 1894 - ط.1901 ابنة وابن (2) الدوق الأكبر كيريل فلاديميروفيتش الروسي 8 أكتوبر 1905 3 أبناء |
| الأميرة ألكسندرا                                        | 1 سبتمبر 1878 - 16 أبريل 1942   | أبناء ألفريد دوق ساكس كوبرغ وغوتا وماريا ألكسندروفنا الروسية | ساكس-كوبرغ وغوتا        | تزوجت من إرنست الثاني أمير هوهنلوه-لانغنبورغ 20 أبريل 1896 5 أبناء                                                                                      |
| الأميرة ماري لويز حتى عام 1917                          | 11 أكتوبر 1879 - 31 يناير 1948  | ابنّي إرنست أوغسطس دوق كمبرلاند وتافياديل وثيرا الدنماركية    | هانوفر                  | تزوج من ماكسيمليان أمير بادن 10 يوليو 1900 ابنة وابن |
| الأمير غيورغ فيلهلم                                     | 28 أكتوبر 1880 - 20 مايو 1912   | ابنّي إرنست أوغسطس دوق كمبرلاند وتافياديل وثيرا الدنماركية    | هانوفر                  | غير متزوج |
| الأميرة مارغريت                                         | 15 يناير 1882 - 1 مايو 1920     | ابنة آرثر دوق كونوت وستراثرن ولويز مارغريت البروسية          | ساكس-كوبرغ وغوتا        | تزوجت من غوستاف أدولف السويدي دوق سكونا 15 يونيو 1905 5 أبناء فهما جدا كارل السادس عشر غوستاف ملك السويد ومارغريت الثانية ملكة الدنمارك                 |
| الأميرة ألكسندرا حتى عام 1917                           | 29 سبتمبر 1882 - 30 أغسطس 1963  | ابنة إرنست أوغسطس دوق كمبرلاند وتافياديل وثيرا الدنماركية    | هانوفر                  | تزوجت من فريدرخ فرانتس الرابع دوق مكلنبورغ شفيرين الأكبر 7 يونيو 1904 5 أبناء                                                                           |
| الأمير آرثر                                             | 13 يناير 1883 - 12 سبتمبر 1938  | ابن آرثر دوق كونوت وستراثرن ولويز مارغريت البروسية           | ساكس-كوبرغ وغوتا وندسور | تزوج من ألكسندرا دوقة فايف الثانية 15 أكتوبر 1913 ابن واحد                                                                                              |
| الأميرة أليس                                            | 25 فبراير 1883 - 3 يناير 1981   | ابنة ليوبولد دوق ألباني وهيلين من فالديك وبيرمونت            | ساكس-كوبرغ وغوتا وندسور | تزوج من ألكسندر كامبريدج إيرل أثلون 15 يوليو 1909 3 أبناء                                                                                               |
| الأميرة بياتريس                                         | 20 أبريل 1884 - 13 يوليو 1966   | ابنة ألفريد دوق ساكس كوبرغ وغوتا وماريا ألكسندروفنا الروسية  | ساكس-كوبرغ وغوتا        | تزوج من إنفانتي ألفونسو دوق جالييرا 15 يوليو 1909 3 أبناء                                                                                               |
| الأميرة أولغا حتى عام 1917                              | 11 يوليو 1884 - 21 سبتمبر 1958  | ابنة إرنست أوغسطس دوق كمبرلاند وتافياديل وثيرا الدنماركية    | هانوفر                  | غير متزوجة |
| تشارلز إدوارد دوق ألباني وساكس كوبرغ وغوتا حتى عام 1917 | 19 يوليو 1884 - 6 مارس 1954     | ابن ليوبولد دوق ألباني وهيلين من فالديك وبيرمونت             | ساكس-كوبرغ وغوتا        | تزوج من فيكتوريا أديلايد من شليسفيغ-هولشتاين 11 أكتوبر 1905 5 أبناء هما جدا كارل السادس عشر غوستاف ملك السويد                                           |
| الأمير كريستيان                                         | 4 يوليو 1885 - 3 سبتمبر 1901    | ابن إرنست أوغسطس دوق كمبرلاند وتافياديل وثيرا الدنماركية     | هانوفر                  | غير متزوج |
| الأميرة باتريشيا حتى عام 1919                           | 17 مارس 1886 - 12 يناير 1974    | ابن آرثر دوق كونوت وستراثرن ولويز مارغريت البروسية           | ساكس-كوبرغ وغوتا وندسور | تزوجت من ألكسندر رامزي 27 فبراير 1919 ابن واحد |
| الأمير إرنست أوغسطس دوق براونشفايغ حتى عام 1917         | 17 نوفمبر 1887 - 30 يناير 1953  | ابن إرنست أوغسطس دوق كمبرلاند وتافياديل وثيرا الدنماركية     | هانوفر                  | تزوج من فيكتوريا لويز البروسية 24 مايو 1913 5 أبناء |

### الجيل الثامن
| الاسم                                         | حياته                          | الوالدين                                                                      | العائلة                  | ملاحظة |
| --------------------------------------------- | ------------------------------ | ----------------------------------------------------------------------------- | ------------------------ | --- |
| الأميرة ألكسندرا دوقة فايف                    | 17 مايو 1891 - 26 فبراير 1959  | بنتّي ألكسندر داف دوق فايف ولويز الأميرة الملكية                               | عشيرة ماكداف الاسكتلندية | تزوجت من آرثر أمير كونوت 15 أكتوبر 1913 ابن واحد |
| الأميرة مود                                   | 3 أبريل 1893 - 14 ديسمبر 1945  | بنتّي ألكسندر داف دوق فايف ولويز الأميرة الملكية                               | عشيرة ماكداف الاسكتلندية | تزوجت من تشارلز كارنيغي إيرل سواثسك 13 نوفمبر 1923 ابن واحد |
| الملك إدوارد الثامن دوق وندسور                | 23 يونيو 1894 - 28 مايو 1972   | أبناء جورج الخامس ملك المملكة المتحدة وماري من تيك                            | ساكس-كوبرغ وغوتا وندسور  | تزوج من واليس سمبسون 3 يونيو 1937 ليس لديهم أبناء |
| الملك جورج السادس                             | 14 ديسمبر 1895 - 6 فبراير 1952 | أبناء جورج الخامس ملك المملكة المتحدة وماري من تيك                            | ساكس-كوبرغ وغوتا وندسور  | تزوج من إليزابيث باوز ليون 26 أبريل 1923 ابنتان |
| ماري الأميرة الملكية                          | 25 أبريل 1897 - 28 مارس 1965   | أبناء جورج الخامس ملك المملكة المتحدة وماري من تيك                            | ساكس-كوبرغ وغوتا وندسور  | تزوجت من هنري لاسيلس إيرل هاروود السادس 28 فبراير 1922 ابنان |
| الأمير هنري دوق غلوستر                        | 31 مارس 1900 - 10 يونيو 1974   | أبناء جورج الخامس ملك المملكة المتحدة وماري من تيك                            | ساكس-كوبرغ وغوتا وندسور  | تزوجت من أليس مونتاغو دوغلاس سكوت 6 نوفمبر 1935 ابنان |
| الأمير جورج دوق كينت                          | 20 ديسمبر 1902 - 25 أغسطس 1942 | أبناء جورج الخامس ملك المملكة المتحدة وماري من تيك                            | ساكس-كوبرغ وغوتا وندسور  | تزوج من مارينا من اليونان والدنمارك 9 أكتوبر 1934 3 أبناء |
| الأمير جون                                    | 12 يوليو 1905 - 18 يناير 1919  | أبناء جورج الخامس ملك المملكة المتحدة وماري من تيك                            | ساكس-كوبرغ وغوتا وندسور  | توفي صغيراً |
| الأمير يوهان ليوبولد حتى عام 1917             | 2 أغسطس 1906 - 4 مايو 1972     | أبناء تشارلز إدوارد دوق ساكس-كوبرغ وغوتا وفيكتوريا أديلايد من شلسفيغ-هولشتاين | ساكس-كوبرغ وغوتا         | تزوج مرتين: (1) فيودورا فون دير هورست 9 مارس 1932 - ط.27 فبراير 1962 3 أبناء (2) ماريا تيريزيا ريندل 3 مايو 1963 ليس لديهم أبناء |
| الأميرة سيبيلا حتى عام 1917                   | 18 يناير 1908 - 28 نوفمبر 1972 | أبناء تشارلز إدوارد دوق ساكس-كوبرغ وغوتا وفيكتوريا أديلايد من شلسفيغ-هولشتاين | ساكس-كوبرغ وغوتا         | تزوج من غوستاف أدولف السويدي دوق فاستربوتن 20 نوفمبر 1932 4 بنات وابن |
| الأمير هوبرتوس حتى عام 1917                   | 24 أغسطس 1909 - 26 نوفمبر 1943 | أبناء تشارلز إدوارد دوق ساكس-كوبرغ وغوتا وفيكتوريا أديلايد من شلسفيغ-هولشتاين | ساكس-كوبرغ وغوتا         | غير متزوج يعتقد أنه كان مثلياً |
| الأميرة كارولين ماتيلد حتى عام 1917           | 22 يونيو 1912 - 5 سبتمبر 1983  | أبناء تشارلز إدوارد دوق ساكس-كوبرغ وغوتا وفيكتوريا أديلايد من شلسفيغ-هولشتاين | ساكس-كوبرغ وغوتا         | تزوجت ثلاثة مرات: (1) الكونت فريدرش فولفغانغ زو كاستيل-رودنهاوزن 14 ديسمبر 1931 - ط. 2 مايو 1938 3 أبناء (2) الكابتن ماكس شنيرينغ 22 يونيو 1938 - م.7 يوليو 1944 3 أبناء (3) كارل أوتو أندريه 21 ديسمبر 1946 - ط.27 ديسمبر 1947 ليس لديهما أبناء |
| الأمير إرنست أوغسطس حتى عام 1917              | 18 مارس 1914 - 9 ديسمبر 1987   | ابن إرنست أوغسطس دوق براونشفايغ والأميرة فيكتوريا لويز البروسية               | هانوفر                   | تزوج مرتين: (1) أورترود من شليسفيغ هولشتاين سوندربورغ غلوكسبورغ 5 سبتمبر 1951 6 أبناء (2) الكونتيسة مونيكا زو زولمس-لوباخ 16 يوليو 1981 ليس لديهم أبناء                                                                                          |
| الأمير أليستر دوق كونوت وستراذرن حتى عام 1917 | 9 أغسطس 1914 - 26 أبريل 1943   | ابن آرثر أمير كونوت وألكسندرا دوقة فايف الثانية                               | ساكس-كوبرغ وغوتا وندسور  | غير متزوج |
| الأمير غيورغ فيلهلم حتى عام 1917              | 25 مارس 1915 - 8 يناير 2006    | ابنّي إرنست أوغسطس دوق براونشفايغ والأميرة فيكتوريا لويز البروسية              | هانوفر                   | تزوج من صوفي من اليونان والدنمارك 23 أبريل 1946 3 أبناء |
| الأميرة فريدريكا حتى عام 1917                 | 18 أبريل 1917 - 6 فبراير 1981  | ابنّي إرنست أوغسطس دوق براونشفايغ والأميرة فيكتوريا لويز البروسية              | هانوفر                   | تزوج من بافلوس ملك اليونان 9 يناير 1938 3 أبناء بما في ذلك صوفيا عقيلة ملك إسبانيا وقسطنطين الثاني ملك اليونان |

### الجيل التاسع
| الاسم                     | حياته                          | الوالدين                                                 | العائلة | ملاحظة                                                                    |
| ------------------------- | ------------------------------ | -------------------------------------------------------- | ------- | ------------------------------------------------------------------------- |
| الملكة إليزابيث الثانية   | 21 أبريل 1926 - 8 سبتمبر 2022  | بنتّي جورج السادس ملك المملكة المتحدة وإليزابيث باوز ليون | وندسور  | تزوجت من فيليب مونتباتن دوق إدنبرة 20 نوفمبر 1947 4 أبناء                 |
| الأميرة مارغريت           | 21 أغسطس 1930 - 9 فبراير 2002  | بنتّي جورج السادس ملك المملكة المتحدة وإليزابيث باوز ليون | وندسور  | تزوجت من أنطوني أرمسترونغ إيرل سنودون 6 مايو 1960 - ط. 24 مايو 1978 ابنان |
| الأمير إدوارد دوق كينت    | 9 أكتوبر 1935                  | ابنّي جورج دوق كينت ومارينا من اليونان والدنمارك          | وندسور  | تزوج من كاثرين ورسلي 8 يونيو 1963 3 أبناء                                 |
| الأميرة ألكسندرا          | 25 ديسمبر 1936                 | ابنّي جورج دوق كينت ومارينا من اليونان والدنمارك          | وندسور  | تزوجت من السير أنجوس أوجلفي 24 أبريل 1963 ابن وابنة                       |
| الأمير ويليام             | 18 ديسمبر 1941 - 28 أغسطس 1972 | ابن هنري دوق غلوستر وأليس مونتاغو دوغلاس سكوت            | وندسور  | غير متزوج                                                                 |
| الأمير مايكل              | 4 يوليو 1942                   | ابن جورج دوق كينت ومارينا من اليونان والدنمارك           | وندسور  | تزوجت من ماري كريستين فون ريبنيتس 30 يونيو 1978 ابن وابنة                 |
| الأمير ريتشارد دوق غلوستر | 26 أغسطس 1944                  | ابن هنري دوق غلوستر وأليس مونتاغو دوغلاس سكوت            | وندسور  | تزوج من بريجيت إيفا داس هنريكسن 8 يوليو 1972 3 أبناء                      |

### الجيل العاشر
| الاسم                    | حياته          | الوالدين                                                      | ملاحظة |
| ------------------------ | -------------- | ------------------------------------------------------------- | --- |
| الملك تشارلز الثالث      | 14 نوفمبر 1948 | أبناء إليزابيث الثانية ملكة المملكة المتحدة وفيليب دوق إدنبرة | تزوج مرتين: (1) ديانا سبنسر 29 يوليو 1981 ابنان (2) كاميلا باركر بولز 9 أبريل 2005 ليس لديهم أبناء                |
| آن الأميرة الملكية       | 15 أغسطس 1950  | أبناء إليزابيث الثانية ملكة المملكة المتحدة وفيليب دوق إدنبرة | تزوجت مرتين: (1) مارك فيليبس 14 نوفمبر 1973 - 23 أبريل 1992 ابنان (2) تيموثي لورنس 12 ديسمبر 1992 ليس لديهم أبناء |
| الأمير أندرو دوق يورك    | 19 فبراير 1960 | أبناء إليزابيث الثانية ملكة المملكة المتحدة وفيليب دوق إدنبرة | تزوج من سارة فيرغسون 23 يوليو 1986 - ط. 30 مايو 1996 ابنتان                                                       |
| الأمير إدوارد دوق إدنبرة | 10 مارس 1964   | أبناء إليزابيث الثانية ملكة المملكة المتحدة وفيليب دوق إدنبرة | تزوج من صوفي ريس جونز 19 يونيو 1999 ابنة وابن                                                                     |

### الجيل الحادي عشر
| الاسم               | حياته          | الوالدين                                            | ملاحظة                                             |
| ------------------- | -------------- | --------------------------------------------------- | -------------------------------------------------- |
| ويليام أمير ويلز    | 21 يونيو 1982  | ابنّي تشارلز الثالث ملك المملكة المتحدة وديانا سبنسر | تزوج من كاثرين ميدلتون 29 أبريل 2011 3 أبناء       |
| هاري دوق ساسكس      | 15 سبتمبر 1984 | ابنّي تشارلز الثالث ملك المملكة المتحدة وديانا سبنسر | تزوج من ميغان ماركل 19 مايو 2019 ابنان             |
| الأميرة بياتريس     | 8 أغسطس 1988   | بنتّي أندرو دوق يورك وسارة فيرغسون                   | تزوجت من إدواردو مابيلي موتسي 17 يوليو 2020 ابنتان |
| الأميرة أوجيني      | 23 مارس 1990   | بنتّي أندرو دوق يورك وسارة فيرغسون                   | تزوجت من جاك بروكسبانك 12 أكتوبر 2018 ابنان        |
| ليدي لويز           | 8 نوفمبر 2003  | ابنّي إدوارد دوق إدنبرة وصوفي ريس جونز               |                                                    |
| لورد جيمس إيرل وسكس | 17 ديسمبر 2007 | ابنّي إدوارد دوق إدنبرة وصوفي ريس جونز               |                                                    |

### الجيل الثاني عشر
| الاسم          | حياته         | الوالدين                               |
| -------------- | ------------- | -------------------------------------- |
| الأمير جورج    | 22 يوليو 2013 | أبناء ويليام أمير ويلز وكاثرين ميدلتون |
| الأميرة شارلوت | 2 مايو 2015   | أبناء ويليام أمير ويلز وكاثرين ميدلتون |
| الأمير لويس    | 23 أبريل 2018 | أبناء ويليام أمير ويلز وكاثرين ميدلتون |
| الأمير آرتشي   | 6 مايو 2019   | ابنّي هاري دوق ساسكس وميغان ماركل       |
| الأميرة ليليبت | 4 يونيو 2021  | ابنّي هاري دوق ساسكس وميغان ماركل       |

## أميرات بريطانيا من خلال الزواج
| لقب أميرة حيث أُلغي لقب الزوج بأمر براءة ملكية صدر في 30 نوفمبر 1917 أو بأمر في المجلس عام 1919 |

| الصورة | الاسم                                                                 | الميلاد | الوفاة | الزواج | الزوج                                      | ملاحظات |
| ------ | --------------------------------------------------------------------- | ------- | ------ | ------ | ------------------------------------------ | --- |
|        | الأميرة فيلهلمينا شارلوت "كارولين" من براندنبورغ-أنسباخ               | 1683    | 1737   | 1705   | جورج الهانوفري                             | نالت اللقب بعد صعود حماها إلى العرش باعتباره جورج الأول عام 1714 واستمر حتى اعتلاء زوجها جورج الثاني العرش عام 1727.     |
|        | الأميرة "أوغوستا" من ساكس-غوتا-ألتنبورغ                               | 1719    | 1772   | 1736   | فريدريك، أمير ويلز                         | ولدت أميرة ساكس-غوتا. بعد الزواج أصبحت: صاحبة السمو الملكي أميرة ويلز.                                                   |
|        | ماريا والبول                                                          | 1736    | 1807   | 1766   | الأمير ويليام هنري، دوق غلوستر وإدنبرة     | اكتسبت اللقب بعد زواجها الثاني.                                                                                          |
|        | آن لوترّل                                                              | 1742    | 1808   | 1771   | الأمير هنري دوق كمبرلاند وستراثرن          | اكتسبت اللقب بعد زواجها الثاني.                                                                                          |
|        | الأميرة "فريدريكا شارلوت" أولريكا كاثرينا البروسية                    | 1767    | 1820   | 1791   | الأمير فريدريك دوق يورك وألباني            | ولدت باعتبارها أميرة بروسية. بعد الزواج أصبحت: صاحبة السمو الملكي دوقة يورك وألباني.                                     |
|        | الدوقة "كارولين" أميليا إليزابيث من بروانشفايغ-فولفنبيوتل             | 1768    | 1821   | 1795   | جورج أمير ويلز                             | احتفظت باللقب حتى اعتلاء زوجها العرش في 1820.                                                                            |
|        | الدوقة "فريدريكا" لويزا كارولين صوفيا ألكسندرينه من مكلنبورغ-ستريليتز | 1778    | 1841   | 1815   | الأمير إرنست أغسطس، دوق كمبرلاند وتافياديل | اكتسبت اللقب بعد زواجها الثالث، أصبحت ملكة هانوفر بعد اعتلاء زوجها العرش في 1837.                                        |
|        | الأميرة "أوغوستا" فيلهلمينا لويزا من هسن-كاسل                         | 1797    | 1889   | 1818   | الأمير أدولفوس، دوق كامبريدج               | كانت صاحبة السمو الأميرة أوغوستا من هسن عند الميلاد، بعد الزواج أصبحت: صاحبة السمو الملكي دوقة كامبريدج.                 |
|        | الأميرة "ماري لويز فيكتوريا" من ساكس-كوبرغ-زالفلد                     | 1786    | 1861   | 1818   | الأمير إدوارد، دوق كنت وستراثرن            | اكتسبت اللقب بعد زواجها الثاني.                                                                                          |
|        | الأميرة "أديلايد" أميليا لويزا تيريزا كارولين من ساكس-ماينينغن        | 1792    | 1849   | 1818   | الأمير ويليام، دوق كلارنس وسانت أندروز     | احتفظت باللقب حتى اعتلاء زوجها العرش باعتباره ويليام الرابع عام 1830.                                                    |
|        | الأميرة "ماري" ألكسندرين فيلهلمين كاثرين من ساكس-ألتنبورغ             | 1818    | 1907   | 1843   | جورج ولي عهد هانوفر                        | أصبحت ملكة هانوفر عند اعتلاء زوجها العرش عام 1851.                                                                       |
|        | الأميرة "ألكسندرا" كارولين ماري الدنماركية                            | 1844    | 1925   | 1863   | ألبرت إدوارد أمير ويلز                     | احتفظت باللقب حتى صعود زوجها إلى العرش في 1901.                                                                          |
|        | الدوقة الكبرى "ماريا" ألكسندروفنا الروسية                             | 1853    | 1920   | 1874   | الأمير ألفريد دوق إدنبرة                   | احتفظت باللقب حتى أصبح زوجها دوق ساكس-كوبرغ وغوتا في 1893.                                                               |
|        | الأميرة "ثيرا" أماليا كارولين الدنماركية                              | 1853    | 1933   | 1878   | إرنست أوغسطس ولي عهد هانوفر                | فقد زوجها لقبه البريطاني عام 1917.                                                                                       |
|        | الأميرة "لويز مارغريت" ألكسندرا فيكتوريا أغنيس البروسية               | 1860    | 1917   | 1879   | الأمير آرثر، دوق كونوت وستراذرن            | ولدت باعتبارها أميرة بروسيا، وبعد الزواج أصبحت: صاحبة السمو الملكي دوقة كونوت وستراذرن.                                  |
|        | الأميرة "هيلين" فريديريكا أوغستا من فالدك وبيرمونت                    | 1861    | 1922   | 1882   | الأمير ليوبولد دوق ألباني                  | ولدت باعتبارها أميرة فالدك وبيرمونت، ثم أصبحت: صاحبة السمو الملكي دوقة ألباني.                                           |
|        | الأميرة "فيكتوريا ماري" أوغستا لويزا من تيك                           | 1867    | 1953   | 1893   | الأمير جورج دوق يورك                       | احتفظت باللقب حتى اعتلاء زوجها إلى العرش عام 1910.                                                                       |
|        | الأميرة "فيكتوريا أديلايد" من شليسفيغ هولشتاين                        | 1885    | 1970   | 1905   | الأمير تشارلز إدوارد، دوق ألباني           | فقد زوجها اللقب البريطاني عام 1919.                                                                                      |
|        | الأميرة "فيكتوريا لويز" البروسية                                      | 1892    | 1980   | 1913   | إرنست أوغسطس، دوق براونشفايغ               | فقد زوجها لقب الأمير البريطاني عام 1917، كانت الابنة الوحيدة للإمبراطور الألماني فيلهلم الثاني، وحفيدة الأميرة فيكتوريا. |
|        | ليدي "إليزابيث" أنجيلا مارغريت بوز-ليون                               | 1900    | 2002   | 1923   | جورج دوق يورك                              | احتفظت باللقب حتى اعتلاء زوجها العرش عام 1936.                                                                           |
|        | الأميرة "مارينا" اليونانية والدنماركية                                | 1906    | 1968   | 1934   | الأمير جورج دوق كنت                        | ولدت باعتبارها أميرة اليونان والدنمارك، وبعد ترملها حملت لقب الأميرة مارينا، دوقة كنت، بلقب "بحق شخصي" في بريطانيا.      |
|        | ليدي "أليس" كريستابل مونتاغو دوغلاس سكوت                              | 1901    | 2004   | 1935   | الأمير هنري دوق غلوستر                     | بعد وفاة زوجها عام 1974 منحت ترخيصاً خاصاً لتصبح أميرة "بحق شخصي".                                                         |
|        | كاثرين لوسي ماري وورسلي                                               | 1933    |        | 1961   | الأمير إدوارد دوق كنت                      | بعد الزواج أصبحت: صاحبة السمو الملكي دوقة كنت.                                                                           |
|        | بيرجيت إيفا فان دورس هنريكسن                                          | 1946    |        | 1972   | الأمير ريتشارد دوق غلوستر                  | عند الزواج أصبحت: الأميرة ريتشارد من غلوستر (1972-1974)، ثم دوقة غلوستر.                                                 |
|        | البارونة ماري-كريستين فون رايبنيتس                                    | 1945    |        | 1978   | الأمير مايكل من كنت                        | اكتسبت اللقب بعد زواجها الثاني.                                                                                          |
|        | ليدي ديانا فرانسيس سبنسر                                              | 1961    | 1997   | 1981   | تشارلز أمير ويلز                           | عند الزواج أصبحت أميرة ويلز، فقدت لقب صاحبة السمو الملكي بعد الطلاق وأصبحت: "ديانا أميرة ويلز".                          |
|        | سارة مارغريت فيرغسون                                                  | 1959    |        | 1986   | الأمير أندرو دوق يورك                      | عند الزواج أصبحت دوقة يورك، بعد الطلاق: سارة دوقة يورك.                                                                  |
|        | صوفي هيلين ريس-جونز                                                   | 1965    |        | 1999   | الأمير إدوارد دوق إدنبرة                   | عند الزواج أصبحت: كونتيسة وسكس، ثم أصبحت دوقة إدنبرة عام 2023.                                                           |
|        | كاميلا روزماري شاند                                                   | 1947    |        | 2005   | تشارلز أمير ويلز                           | بعد الزواج أصبحت: دوقة كورنوال وغيرها من الألقاب، أصبحت "جلالة الملكة" بعد اعتلاء زوجها العرش في 2022.                   |
|        | كاثرين إليزابيث ميدلتون                                               | 1982    |        | 2011   | الأمير وليام أمير ويلز                     | أصبحت عند الزواج دوقة كامبردج، ثم دوقة كورنوال وأخيراً أميرة ويلز عام 2022.                                               |
|        | راشيل "ميغان" ماركل                                                   | 1981    |        | 2018   | الأمير هاري دوق ساسكس                      | عند الزواج أصبحت: دوقة ساسكس، رغم تخليهما عن الواجبات الملكية، لا يزال اللقب قائماً قانونياً.                              |

## الهوامش